# Anapsida
Los anápsidos (Anapsida, del griego a (n), "no" y hapsídos, "bóveda") eran una subclase de los amniotas que principalmente se caracterizaban por carecer de fenestraciones en el cráneo.
Junto con los sinápsidos y los diápsidos son uno de los tres grandes linajes de amniotas, que divergieron durante el periodo  Carbonífero. Según Tree of Life, las relaciones filogenéticas de los anápsidos con el resto de amniotas son las siguientes:
|            | Synapsida                                             |
|            |                                                       |
| Sauropsida | \| \| Anapsida \| \| \| \| \| \| Diapsida \| \| \| \| |
|            | \| \| Anapsida \| \| \| \| \| \| Diapsida \| \| \| \| |
|            | Anapsida                                              |
|            |                                                       |
|            | Diapsida                                              |
|            |                                                       |

|  | Anapsida |
|  |          |
|  | Diapsida |
|  |          |

Tradicionalmente, los anápsidos se consideraron un taxón monofilético, pero hoy se considera que incluye a grupos poco relacionados entre sí, que solo tienen en común el cráneo anápsidos (sin fenestraciones), condición plesiomórfica. Los anápsidos en el sentido tradicional de la palabra no son un clado, sino más bien un conjunto parafilético compuesto por todos los primeros reptiles que conservan la morfología del cráneo primitivo, agrupados por la ausencia de fosas temporales. Los análisis fósiles recientes han sugerido que las tortugas y los cotilosaurios no tendrían ninguna relación con los otros grupos. Por ello actualmente los saurópsidos se dividen en dos clados nuevos Parareptilia (que contiene la mayoría de los anápsidos) y Eureptilia (que incluye los diápsidos y los cotilosaurios).
La mayoría de los saurópsidos con cráneos anápsidos se extinguieron durante la extinción masiva del Pérmico-Triásico; solo sobrevivieron los Procolophonidae, hoy también extintos.

## Testudines

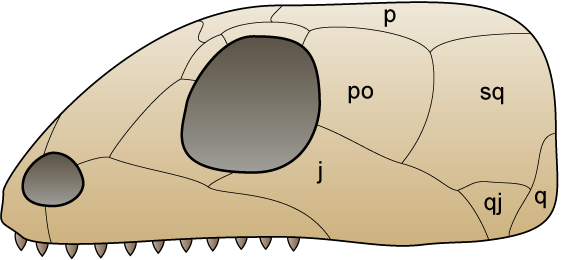
Cráneo anápsido tradicional, sin fosas temporales tras la órbita.

Tradicionalmente las tortugas se consideraron anápsidos debido a que poseen el cráneo anápsido típico, pero estudios genéticos y moleculares empezaron a sugerir que estaban emparentados con los diápsidos. El descubrimiento de tortugas fósiles como Eunotosaurus, Pappochelys y Eorhynchochelys vinieron a confirmar que las tortugas son diápsidos que perdieron las fenestras temporales y que eran convergentes con ellos. Según estudios moleculares y fósiles las tortugas forman un clado Pantestudines con los sauropterigios y algunos fósiles como el Sinosaurosphargis, algunos de estos eran superficialmente parecidos a las tortugas pero no se les consideraron relacionados con ellos. Las evidencias de que si estas formas fósiles fueron antepasados de las tortugas no esta todavía bien clara.
Estudios moleculares recientes sitúan a las tortugas y pantestudines como un grupo hermano de los arcosaurios, ya que fue probado usando varios métodos moleculares como elementos ultraconservados, secuencia de ADN, ADN mitocondrial, micro ARN y proteínas, sin embargo otros estudios basados en similitudes anatómicas los sitúan como cercanos a 
los lepidosaurios. Estudios morfológicos recientes han determinado que las tortugas y los arcosaurios comparten la presencia de dos sinapomorfías fuertes: una cresta sagital en el supraoccipital y la ausencia de un foramen entepicondilar humeral, esta última característica a menudo se usa para identificar arcosauromorfos. Los estudios moleculares sugieren que las tortugas se separaron de los arcosaurios o lepidosaurios y sus formas afines durante el Pérmico entre 300 y 265 millones, cuando estos ya se habían separado de los anápsidos fósiles.
La mayoría de los autores sugieren que clasificaron a las tortugas como anápsidos por su forma craneal pero que no se habían realizado estudios moleculares o muestras fósiles exactas como para determinar su relación. Aunque los procolofónidos lograron sobrevivir hasta el Triásico, la mayoría de los otros reptiles con cráneos anápsidos, incluidos los milleretidos, nictéroleteridos y pareiasaurios, se extinguieron durante la extinción masiva del Pérmico-Triásico.

## Abertura sinapsida en anápsidos

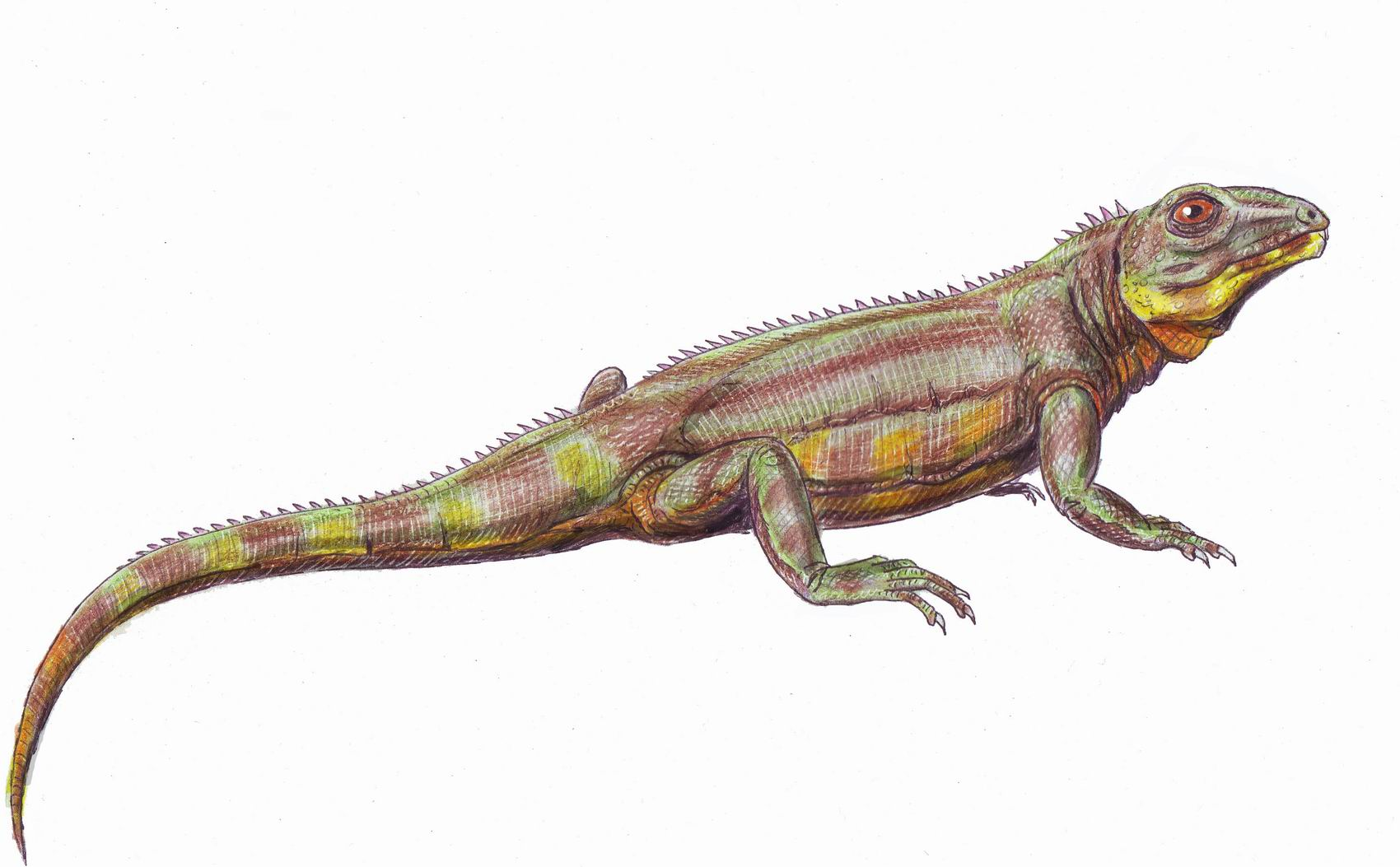
Belebey, un bolosaurido.

Tsuji y Müller (2009) señalaron que el nombre "Anapsida" implica una morfología (falta de fosas temporales) que de hecho está ausente en los cráneos de una serie de taxones tradicionalmente incluidos en el grupo. Se ha descubierto que varios anápsidos del clado Parareptilia poseen la abertura o configuración sinapsida, la que tienen los actuales mamíferos y sus antepasados, incluidos los (lanthanosuchoideos, bolosauridos, mileretidos, nicteroleteridos, algunos procolofonidos y mesosaurios).
La presencia de esta configuración craneal en una gran cantidad de taxones hace que sea incierto saber si son parientes cercanos de los diápsidos (también eureptiles) o los sinápsidos. Muchos autores consideran que la configuración sinapsida en los parareptiles es por un caso de evolución convergente, sin embargo puede ser una prueba de que estuvieran emparentados con los sinápsidos.
Algunas relaciones sospechosas pueden verse a continuación:
|  | Cotylosauria                   |
|  |                                |
|  | Diapsida (incluyendo tortugas) |
|  |                                |

|  | Parareptilia |
|  |              |
|  | Synapsida    |
|  |              |

|  | Cotylosauria                   |
|  |                                |
|  | Diapsida (incluyendo tortugas) |
|  |                                |

|  | Parareptilia |
|  |              |
|  | Synapsida    |
|  |              |